# Cingia de’ Botti
Cingia de’ Botti (lombardul: Singia) település Olaszországban, Lombardia régióban, Cremona megyében. Lakosainak száma 1113 fő (2023. január 1.). Cingia de’ Botti Torre de’ Picenardi, Cella Dati, Derovere, Motta Baluffi, San Martino del Lago és Scandolara Ravara községekkel határos.

## Népesség
A település lakossága az elmúlt években az alábbi módon változott:
| Lakosok száma | 1296 | 1254 | 1232 | 1113 |
|               | 2013 | 2017 | 2018 | 2023 |